# Малюта Іван Трохимович
Малюта Іван Трохимович (нар. 16 квітня 1943, с. Цибулівка, Тростянецький район, Вінницька область) — український журналіст, публіцист, поет, краєзнавець. Заслужений журналіст України, член НСПУ, член Національної спілки краєзнавців України (2014).

## Біографічні відомості
Родом із села Цибулівка Тростянецького району, що на Вінниччині. Народився у селянській родині, вже по смерті батька.
1960 р. закінчив із відзнакою Цибулівську середню школу.
У 1962—1968 роках навчався в Одеському політехнічному інституті на факультеті автоматики і промелектроніки. Там у літературній студії познайомився з Олексою Різниковим, котрий став для нього «прикладом національного свідомого українця».[джерело?]
| Невже після розвінчання культу Сталіна вдаються до репресій в СРСР?.. Для мене, колишнього секретаря комсомольської організації у сільській школі, члена бюро комітету комсомолу у вузі, — читаємо в нарисі "Підіймав одеську хвилю", — все це було тестом на спроможність прозріти в тумані облуди тоталітарного режиму». В Одесу повернувся, коли вже був на гачку КДБ. |[джерело?]
З 1969-го — редактор Одеської студії телебачення, а потім — редактор у книжковому видавництві «Маяк». Звільнений за відмову свідчити в 1971—1972 роках проти трьох ув'язнених правозахисників. Також надалі Малюті не дали можливості отримати квартиру, не дозволили видати книжку. До розпаду СРСР перебував під наглядом репресивних органів.[джерело?] У часи незалежності в архіві СБУ перечитав «одеську кримінальну страву», добрим словом обмовився про слідчого лейтенанта Володимира Пристайка за його приховану прихильність до правозахисників.[джерело?]
З 1989 року — заввідділу редакції журналу «Українська культура» та Національного газетно-журнального видавництва, літературознавець, поет, автор книги «Агов!». Відтоді працює в газетно-журнальному видавництві Міністерства культури — в редакціях журналів «Українська культура», «Пам'ятки України», газети «Культура і життя».

## Творчість
Автор численних краєзнавчих статей, документальних публікацій про голодомори, досліджень про інакодумців, політв'язнів радянського тоталітарного режиму.
Є автором збірки поезій «Під знаком калини» (1996), документально-публіцистичної книги «Агов!» (Видавництво ім. Олени Теліги, 2012), історико-краєзнавчого нарису про рідне село «Одна із трьох» (2013) і краєзнавчої книги «Роївня» (Видавництво ім. Олени Теліги, 2015).
Заслужений журналіст України, член Національної спілки письменників України, з жовтня 2014 — член Національної спілки краєзнавців України.

## Нагороди
- Почесна грамота Національної спілки журналістів України в номінації «Золоте перо» (2009).
- Лауреат Всеукраїнської літературної премії ім. Василя Юхимовича (2014).
- Літературна премія імені Михайла Стельмаха журналу «Вінницький край» (2018).[4]
- Почесний громадянин с. Цибулівки на Вінниччині.
- Літературно-мистецька премія імені Володимира Забаштанського (2021).[5]
- Літературна премія імені Тодося Осьмачки (2022) за повість «Двічі не вмирати».[6]